# Premi Turia a la millor pel·lícula estrangera
El Premi Turia a la millor pel·lícula estrangera és un guardó atorgat anualment per la Cartelera Turia des de 1992, en la gala dels Premis Turia. En ella s'honren els assoliments del món de la cultura i l'espectacle.

## Guardonats
| Any  | Pel·lícula                    | Director                         | País            |
| ---- | ----------------------------- | -------------------------------- | --------------- |
| 2018 | Sieranevada                   | Cristi Puiu                      | Romania         |
| 2017 | Saul fia                      | László Nemes                     | Hongria         |
| 2016 | Taxi Teheran                  | Jafar Panahi                     | Iran            |
| 2015 | Kis uykusu                    | Nuri Bilge Ceylan                | Turquia         |
| 2014 | Bir Zamanlar Anadolu'da       | Nuri Bilge Ceylan                | Turquia         |
| 2013 | Les neus del Kilimanjaro      | Robert Guédiguian                | França          |
| 2012 | Midnight in Paris             | Woody Allen                      | Estats Units    |
| 2011 | Das weiße Band                | Michael Haneke                   | Alemanya        |
| 2010 | Si funciona...                | Woody Allen                      | Estats Units    |
| 2009 | 4 luni, 3 săptămâni şi 2 zile | Cristian Mungiu                  | Romania         |
| 2008 | La stella che non c’è         | Gianni Amelio                    | Itàlia          |
| 2007 | La vida dels altres           | Florian Henckel von Donnersmarck | Alemanya        |
| 2006 | Le chiavi di casa             | Gianni Amelio                    | Itàlia          |
| 2005 | Luna de Avellaneda            | Juan José Campanella             | Argentina       |
| 2004 | Bowling for Columbine         | Michael Moore                    | Estats Units    |
| 2003 | Va savoir                     | Jacques Rivette                  | França          |
| 2002 | El hijo de la novia           | Juan José Campanella             | Argentina       |
| 2001 | Le goût des autres            | Agnès Jaoui                      | França          |
| 2000 | Avui comença tot              | Bertrand Tavernier               | França          |
| 2000 | Fin août, début septembre     | Olivier Assayas                  | França          |
| 1999 | Coneixem la cançó             | Alain Resnais                    | França          |
| 1998 | Tothom diu "I love you"       | Woody Allen                      | Estats Units    |
| 1997 | To Vlemma tu Odissea          | Theo Angelopoulos                | Grècia          |
| 1996 | Lamerica                      | Gianni Amelio                    | Itàlia          |
| 1995 | Vides encreuades              | Robert Altman                    | Estats Units    |
| 1994 | Nens robats                   | Gianni Amelio                    | Itàlia          |
| 1993 | Dà Hóng Dēnglóng Gāogāo Guà   | Zhang Yimou                      | R.P. de la Xina |
| 1992 | Kuroi ame                     | Shohei Imamura                   | Japó            |